# Władysław Tarnowski
Władysław Tarnowski, (Wróblewice, 4. lipnja 1836. – San Francisco, 19. travnja 1878.), poljski skladatelj i pijanist, pjesnik i dramatičar.

## Životopis
Władysław Tarnowski rođen je u Wróblewicama od majke Ernestyne Tarnowski i oca Waleriana Tarnowskog, zemljoposjednika. Władysław je bio rođak Stanisława Tarnowskog. Studirao je pravo i filozofiju na Jagiellonskom sveučilištu u Krakovu od 1851. do 1857. godine. Godine 1861. umro je njegov otac pa je naslijedio Wróblewice. Do 1863. godine studirao je glazbu u Parizu. Władysław je sudjelovao u Siječanjskom ustanku 1863. godine.  Tada je studirao glazbu (kompoziciju i sviranje klavira) u Leipzigu, i studirao je s Franzom Lisztom u Rimu.

## Djela

### Poznata klavirska djela
- 3 mazurke: 
  - Trois Mazurkas pour Piano, oko 1870.
- 3 nokturna
  - dédié à sa soeur Marie,
  - Nuit sombre.
  - Nuit claire.
- 2 valcera:
  - Valse_poeme, 1870.
- 2 poloneze: 
  - Polonez dla Teofila Lenartowicza, 1872.
  - Grande Polonaise quasi rapsodie symphonique composée et dediée à son ami T. Lenartowicz, 1874.
- mnogo improptus, između ostalog:
  - Impromptu „L’adieu de l’artiste”, oko 1870.
  - Souvenir de la Canée, 1870.
  - Fantazie-Impromptu
- 1 klavirska sonata:
  - Sonate à son ami Br. Zawadzki, ~ 1875.

#### Druga djela
- Extases au Bosphor, fantasie rapsodie sur les melodies orientales, op. 10, oko 1875.
- Marsz żałobny z osobnej całości symfonicznej poświęcony pamięci Augusta Bielowskiego, 1876.
- Ave Maria, 1876.
- Pensée funebre.
- Andantino pensieroso, 1878 (prvo izdanje nakon smrti).

### Komorna glazba
- Quatour Re-majeur pour Deur Violons, Viola et Violonceller, 1874.
- Fantaisie quasi Sonate.
- Souvenir d’un ange, oko 1876.[6]

### Glazba za orkestar
- Symfonia d’un drammo d’amore, 1871.
- 2 preludija:
  - Karlińscy, 1874.
  - Joanna Grey, 1875.
- Achmed oder der Pilger der Liebe ili Achmed, czyli pielgrzym miłości, (opera), 1875.

### Pjesme
- A kto chce rozkoszy użyć, ili Jak to na wojence ładnie, 1863, (tekst pjesme: Władysław Tarnowski).
- Herangedämmert kam der Abend, (tekst pjesme: Heinrich Heine).
- Die Perle, (tekst pjesme: Władysław Tarnowski).
- Die Schwalben, (tekst pjesme: Władysław Tarnowski).
- Im Traum sah ich das Lieben, (tekst pjesme: Heinrich Heine).
- Ich sank verweint in sanften Schlummer ili Widzenie, (tekst pjesme: Władysław Tarnowski).
- Neig, o Schöne Knospe, (tekst pjesme: Mirza-Schaffy Vazeh).
- Kennst du die Rosen, oko 1870, (tekst pjesme: Władysław Tarnowski).
- Du Buch mit sieben Siegeln, oko 1870, (tekst pjesme: Ludwig Foglár).
- Ob du nun Ruhst, oko 1870, (tekst pjesme: Ludwig Foglár).
- Klänge Und Schmerzen, oko 1870, (tekst pjesme: Robert Hamerling).
- Nächtliche Regung, oko 1870, (tekst pjesme: Robert Hamerling).
- Strofa dello Strozzi e la risposttadi Michalangelo, (tekst pjesme: Filippo Strozzi i Michelangelo).
- Au soleil couchant, (tekst pjesme: Victor Hugo), 1873.
- Still klingt das Glöcklein durch Felder, ili Dźwięczy głos dzwonka przez pole, 1874, (tekst pjesme: Władysław Tarnowski).
- Alpuhara, 1877, (tekst pjesme: Adam Mickiewicz).
- Mein kahn, prije 1878, (tekst pjesme: Johann von Paümann ps. Hans Max).[7]

### Drame
- Izaak, 1871.
- Karlinscy, 1874.
- Joanna Grey, 1874.
- Ostatnie sądy kapturowe, 1874.
- Finita la comedia, 1874.

### Zbirke pjesama
- Poezye studenta (1, 2, 3, 4, 1863-1865).
- Krople czary, 1865.
- Szkice helweckie i Talia, 1868.
- Piołuny, 1869.
- Nowe Poezye, 1872.